# Động vật ăn mật hoa

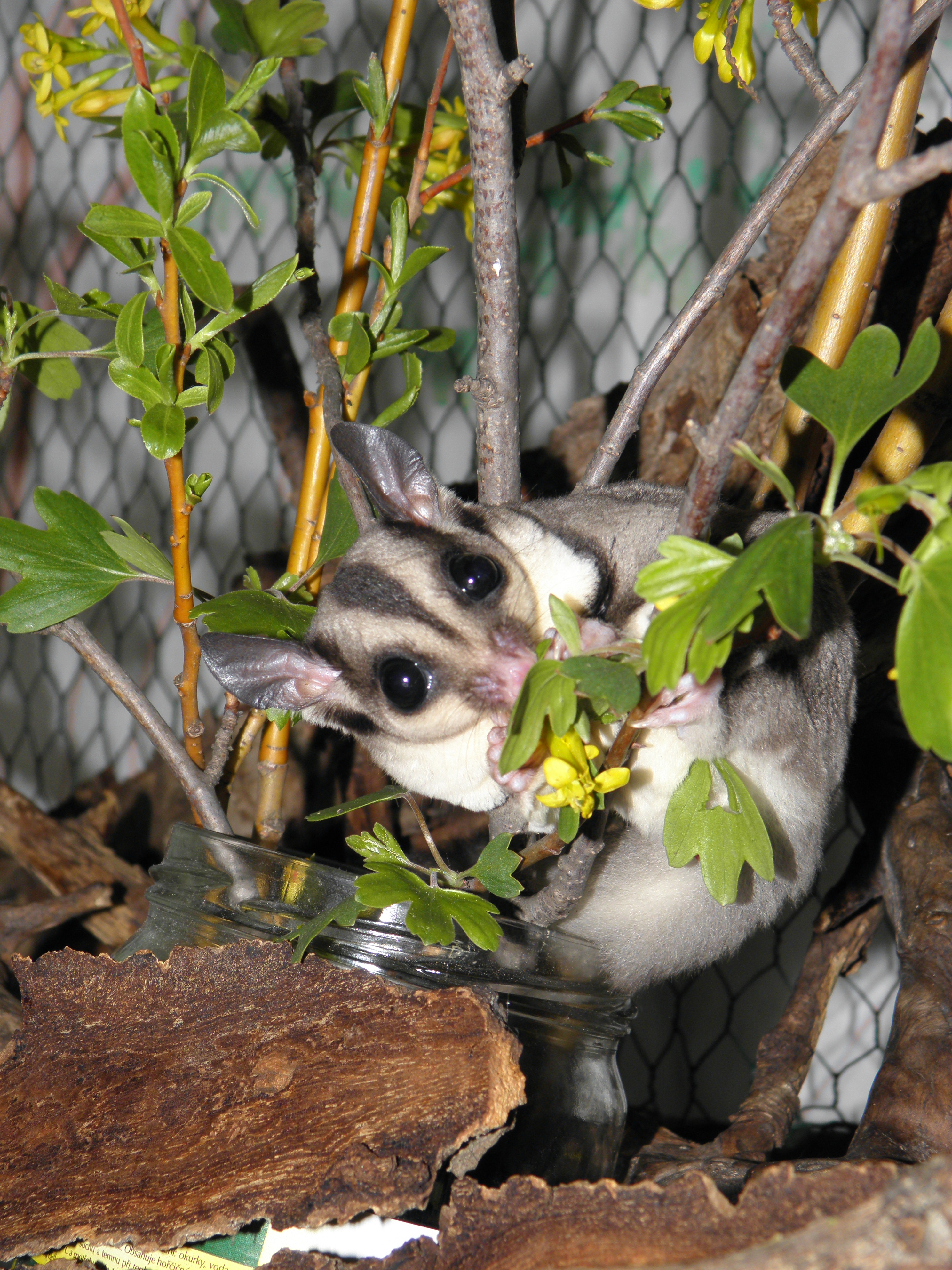
Một con sóc bay Úc đang liếm mật hoa, chế độ ăn này đã cho chúng cái tên gọi Sugar Ginder

Động vật ăn mật hoa (Nectarivore) là một thuật ngữ chuyên ngành trong động vật học chỉ về một chế độ ăn uống của động vật trong đó một con vật mà xuất phát điểm về năng lượng và nhu cầu dinh dưỡng từ chế độ ăn bao gồm chủ yếu hoặc duy nhất là đường từ mật hoa ở các loài cây có hoa. 

## Tổng quan
Mật hoa như là một nguồn thực phẩm có một số lợi ích cũng như những thách thức. Nó thực chất là một dung dịch (khoảng 80%) các loại đường đơn giản sucrose, glucose và fructose, mà có thể dễ dàng tiêu hóa và hấp thu, nó đại diện cho một nguồn dưỡng chất phong phú và hiệu quả dinh dưỡng cao. Tuy nhiên, mật hoa là một nguồn đầy đủ dinh dưỡng nhưng khi nó có chứa protein và amino acid này được tìm thấy với số lượng thấp, và nó là thiếu nghiêm trọng trong các khoáng chất và vitamin.
Rất ít sinh vật tiêu thụ mật mật hoa đơn điệu trên toàn bộ chu kỳ cuộc sống của chúng, hoặc là bổ sung nó với các nguồn dinh dưỡng khác, đặc biệt là các loài côn trùng (như vậy, chồng chéo với các động vật ăn côn trùng) hoặc chỉ tiêu thụ nó dành riêng cho một khoảng thời gian quy định. Nhiều loài cướp mật hoa hoặc kẻ trộm mật hoa. Mật hoa được tiết ra ở cây có hoa để thu hút côn trùng thụ phấn đến thăm những bông hoa và vận chuyển phấn hoa giữa chúng.
Hoa thường có cấu trúc đặc biệt mà làm cho mật hoa chỉ có thể cho con vật sở hữu cấu trúc hình thái thích hợp, và có rất nhiều ví dụ những động vật hút mật hoa nectarivores và hoa thụ phấn. Ví dụ, chim ruồi và bướm diều hâu có cái mỏ dài và hẹp có thể thọt đến mật hoa ở dưới cùng của hoa hình ống dài. Phần lớn các loài ăn mật hoa nectarivores là côn trùng hay các loài chim, nhưng trường hợp cũng có thể được tìm thấy trong các nhóm động vật khác.

## Chim

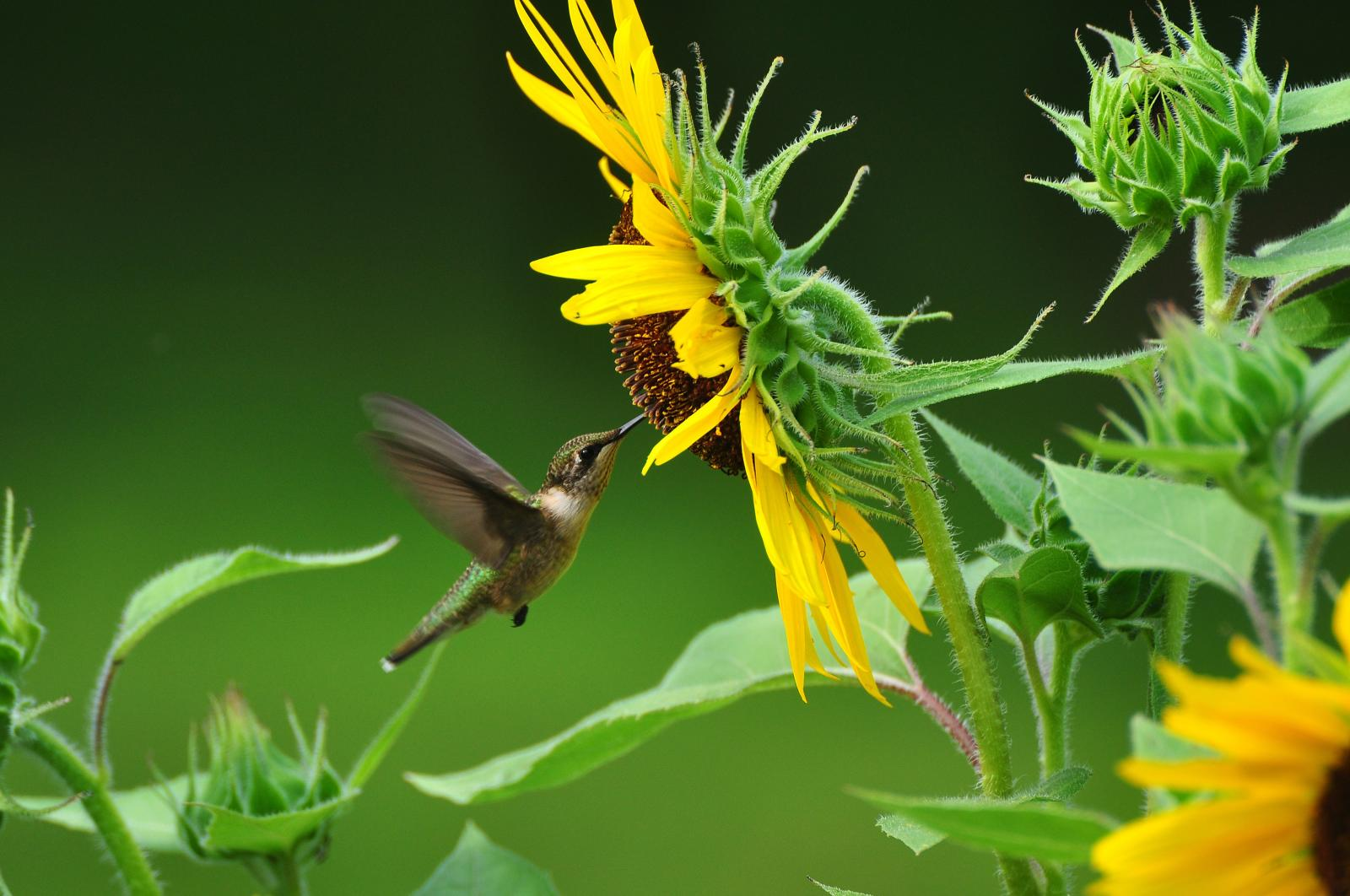
Một con chim ruồi đang hút mật

Động vật ăn mật hoa rất phổ biến ở các loài chim, nhưng không có các loài tiêu thụ mật riêng. Hầu hết các kết hợp nó với các loài ăn côn trùng insectivory cho một chế độ ăn hỗn hợp. Quan tâm đặc biệt là ba dòng chim chuyên hút mật hoa là các con chim ruồi (Trochilidae), chim Nectariniidae và họ ăn mật (Meliphagidae). Những nhóm này đã thích nghi để cho phép một chế độ ăn mật hoa là trung tâm, cho thấy hoạt động cao hơn của các enzym tiêu hóa phá vỡ các đường, cao hơn tỷ lệ hấp thu đường, và chức năng thận bị thay đổi.
Để duy trì việc bay một con chim nhanh chóng phải bài tiết ra nhiều nước nó tiêu thụ, thận của một con chim ruồi có khả năng nhanh chóng sản xuất với số lượng lớn nước tiểu tức là nước tiểu hyposmotic có chứa một nồng độ thấp hơn của các chất hòa tan hơn trong máu. Một số nhóm chim khác có một hoặc nhiều tương tự như chuyên ngành, Ví dụ, vẹt Lori, một nhóm các con vẹt Úc trong họ Psittacidae gồm con vẹt lớn hơn, có điều chỉnh tiêu hóa tương tự. Đây là những ví dụ về quá trình tiến hóa song song.

## Côn trùng

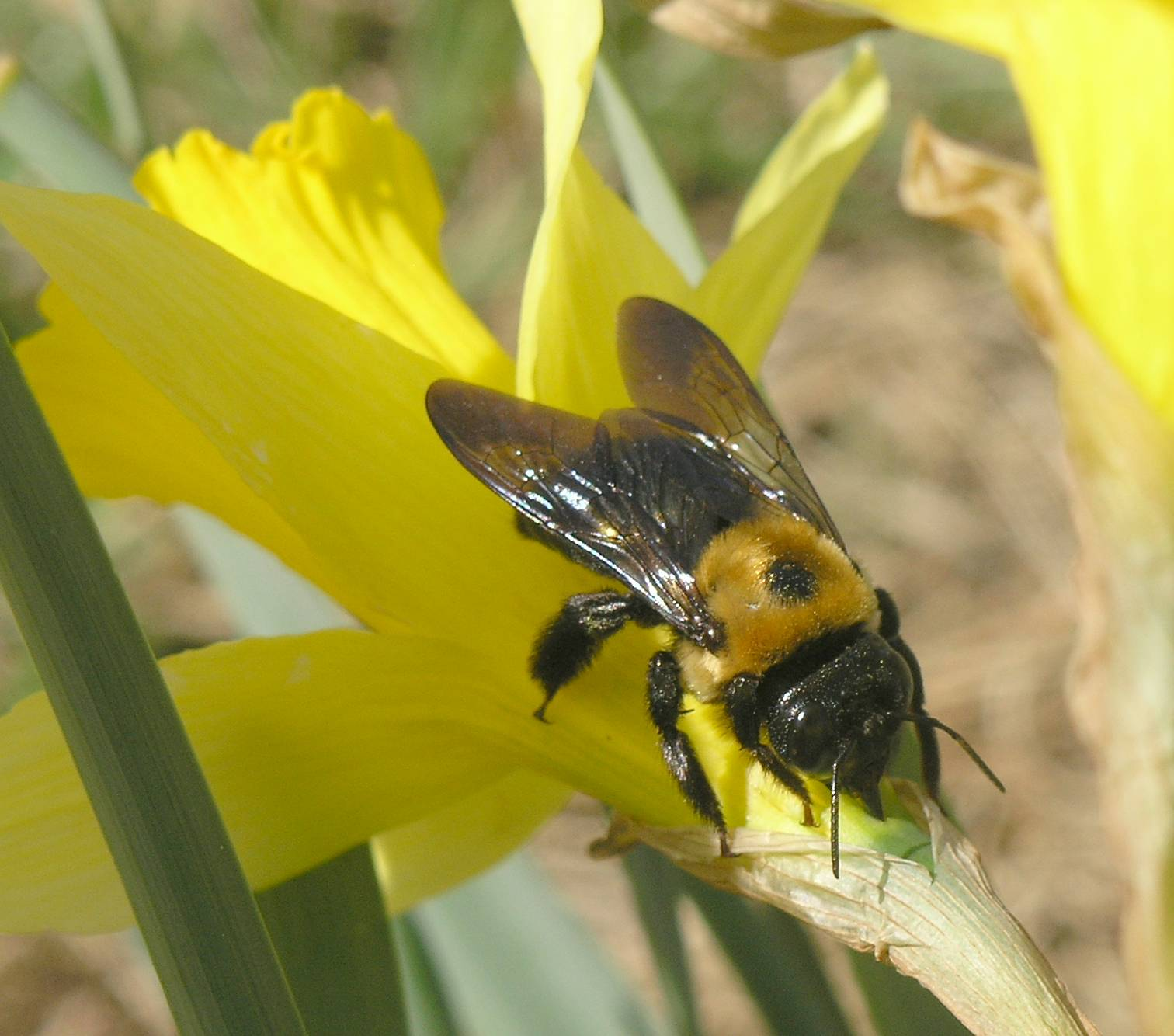
Một con ong mật đang hút mật hoa

Động vật hút mật hoa rất phổ biến ở các loài côn trùng như ong, bướm, ruồi, bọ.... Các họ côn trùng chính với tỷ lệ lớn các loài hút mật hoa rất cao bao gồm Coleoptera, Lepidoptera, Diptera, Hymenoptera và bộ cánh nửa. Một số, nhưng không phải tất cả, cũng là loài thụ phấn, chẳng hạn như những con ong thợ và ong mật, cũng như kiến, những kẻ thường xuyên tiêu thụ mật hoa và phấn hoa, nơi có sẵn mặc dù chủ động ức chế sự nảy mầm của hạt phấn.
Nhện là loài ăn động vật khác nhưng cũng có bằng chứng cho thấy một số loài nhện, mặc dù thường được cho là chỉ ăn thịt mà chúng ăn mật hoa gián tiếp bằng cách tiêu thụ côn trùng căn mật hoa nectarivorous, và hoặc trực tiếp từ hoa. Hành vi này được cho là phổ biến hơn ở loài nhện sống trong tán lá, chẳng hạn như Bagheera kiplingi, một thành viên của họ những con nhện nhảy, trong khi những cá thể khác như nhện cua, ăn ít hơn và cơ hội. Không ai trong số các nhóm nhện quan sát cho ăn mật hoa là giăng tơ và chúng đều là những loài lang thang.

## Thú
Ví dụ về thú ăn mật hoa là một con cáo màu xám đầu bay (Pteropus poliocephalus) ăn mật hoa, khuôn mặt của nó được bao phủ bởi phấn hoa màu vàng. Nhiều loài thức ăn như dơi trên mật hoa, lối sống của họ tương tự như của chim. Có một sự trùng lặp đáng kể giữa hoa thụ phấn nhờ dơi và chim ruồi - cả hai cần mật hoa tương tự để kịp chuyến bay lơ lửng nhiều năng lượng. Tại châu Mỹ có một sự liên hiệp đặc biệt gần gũi giữa một số loài xương rồng và loài dơi, chúng cung cấp dịch vụ thụ phấn để đổi lấy mật hoa với thành phần phù hợp với nhu cầu dinh dưỡng của nhau. Dơi hút mật có nguy cơ đặc biệt cơ tuyệt chủng do sự phụ thuộc vào đặc biệt loài thực vật có hoa. Một loài thú có túi duy nhất, là thú possum mật ong, ăn mật hoa và phấn hoa và chỉ ăn nó. Nó có thể dành thời gian trong giấc ngủ sâu để giảm năng lượng lãng phí và cho thấy sự thích nghi nectarivore điển hình 